# Dvorce (Praha)

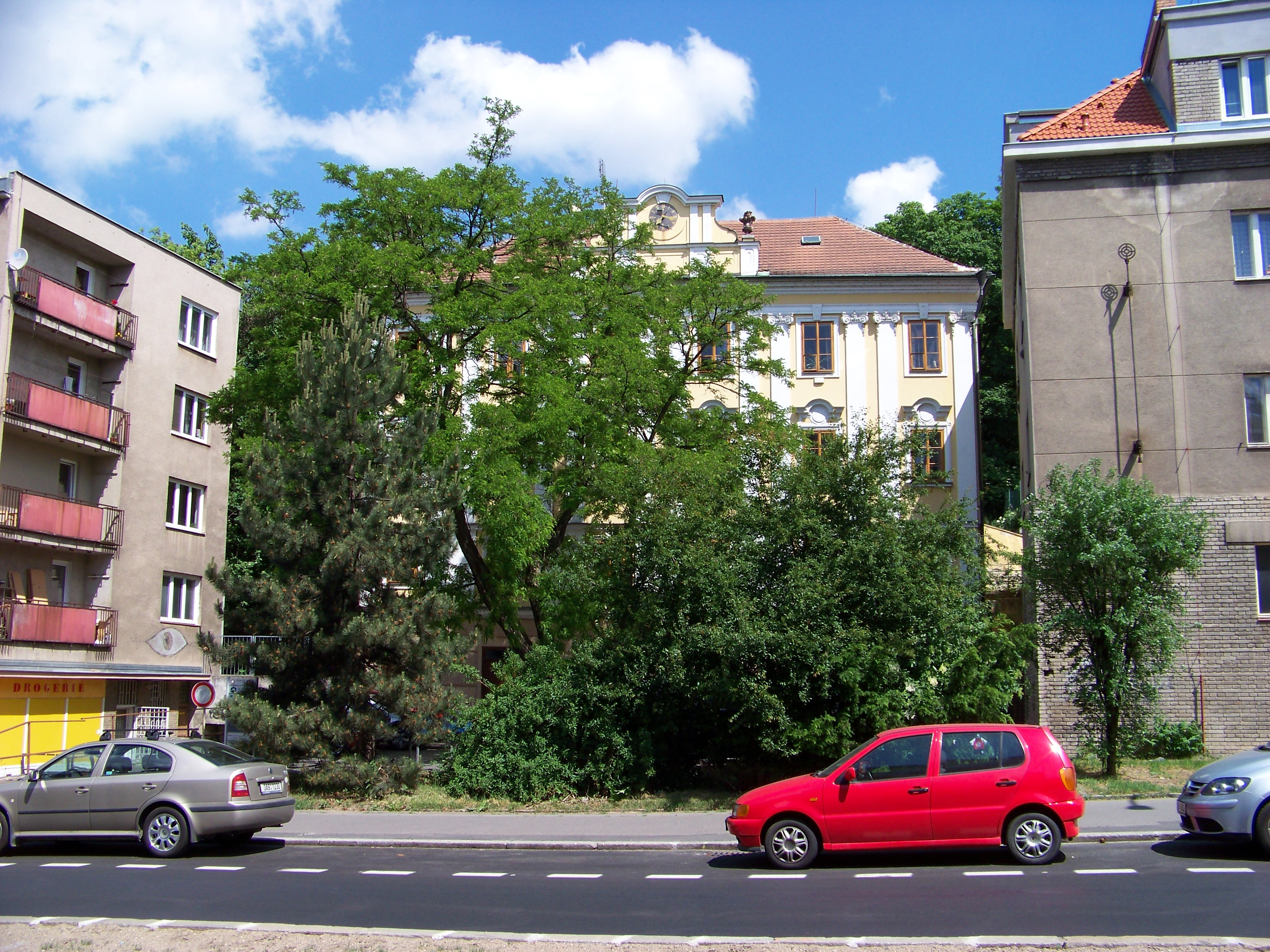
Činžovní dům „Ve Dvoře“ – jediná evidovaná kulturní památka ve Dvorcích

Osada Dvorce (německy Dworetz) se nalézá na podolském území v hlavním městě Praze při pravém břehu řeky Vltavy. Osada je zmiňována poprvé v roce 1222. V husitských dobách zabrali všechny majetky v tomto území Pražané, ale již na konci 15. století získala vyšehradská kapitula své původní majetky zpět. Zbytek byl Pražanům odebrán po konfiskaci Ferdinandem I. v roce 1547, který jej prodal rodu Granovských. Pak se majitelé střídali až do doby zrušení poddanství a poté (v roce 1850) byly Dvorce připojeny k Podolí. Název někdejší osady je dodnes připomínán v místním názvu Dvorecké náměstí, v místě se (kromě konečné stanice městského autobusu číslo 134, dříve zde končila i linka 118, která vede dále na Smíchovské nádraží; historicky do roku 1990 i autobus 124, jedoucí přes Dobešku do Nuslí - Kloboučnické, a tramvajové zastávky s linkami 2, 3, 17, 21 a noční 92) nacházejí také skutečné antukové tenisové dvorce, za nábřežní komunikací pak místní vltavská říční plovárna zvaná Žluté lázně. Bydlela zde herečka Milena Dvorská.
Původní vesnická zástavba vzala z valné části za své v době I. československé republiky. Zachoval se jen památkově chráněný činžovní dům „Ve Dvoře“ (č.p. 411) a vila č.p. 425 v katastru Podolí a několik domků podél ulice Vysoká cesta a usedlost „Sanssouci“, které se nacházejí v katastru Braník, ale historicky rovněž přináležely k Dvorcům. Kromě celé řady moderních prvorepublikových činžovních domů jsou zajímavé i „domy knihtiskařů“ z roku 1932 a o 10 let starší vila s nostalgickým nápisem „Staré zašlo, novému žijeme“, již na branickém katastru.